# Petra Rivers
Petra Rivers, född 11 december 1952, är en friidrottare från Australien. Hon deltog vid olympiska sommarspelen 1980 och olympiska sommarspelen 1984.